# ۲۵۸۹ دانیال
سیارک ۲۵۸۹ (به انگلیسی: 2589 Daniel، نامگذاری:1979QU2) دو هزار و پانصد و هشتاد و نهمین سیارک کشف شده‌است که در ۲۲ اوت ۱۹۷۹ کشف شد.
قدر مطلق سیارک برابر ۱۲٫۴۰ است.